# Fryele kyrka

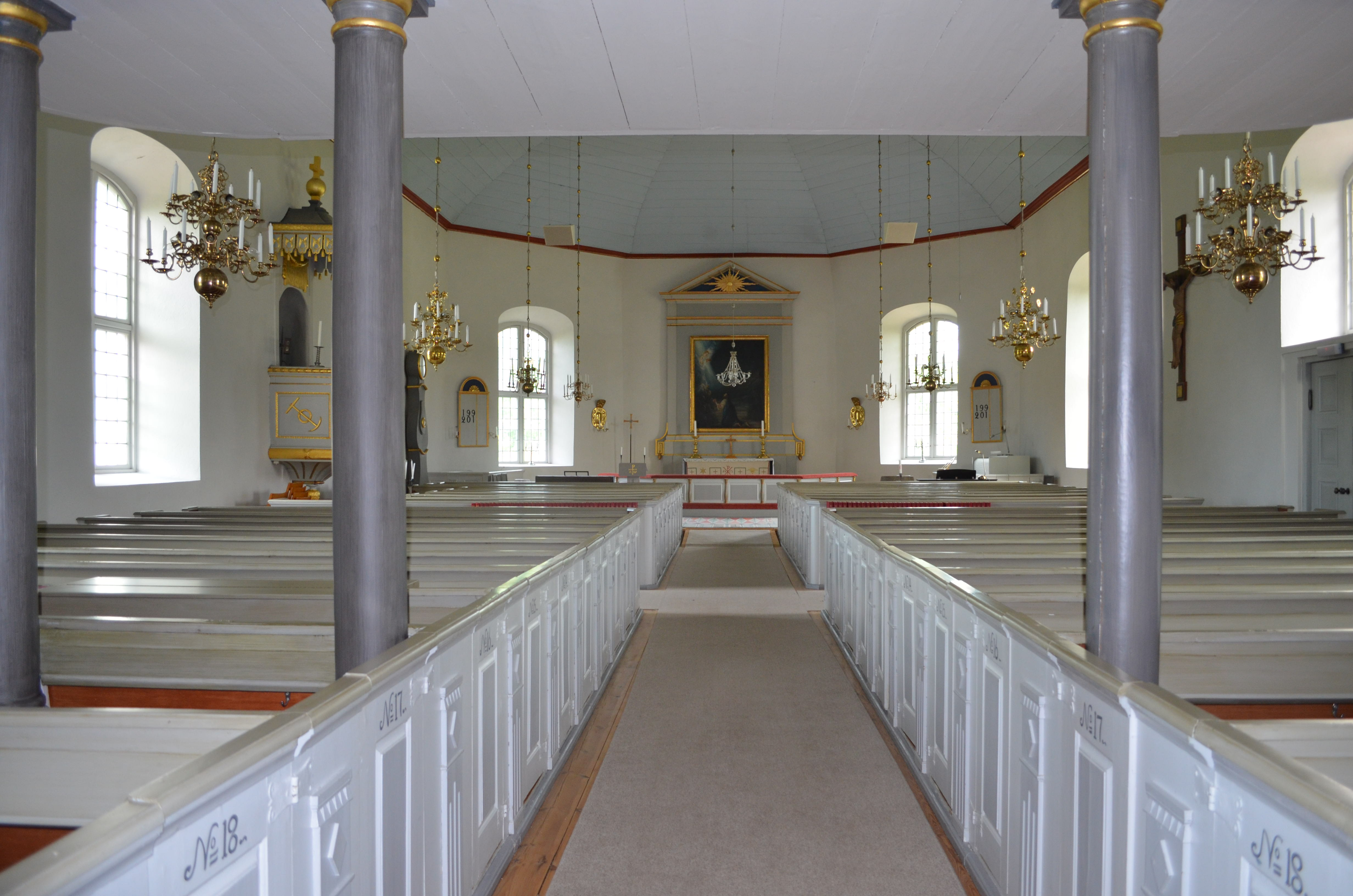
Fryele kyrkas kyrkosal

Fryele kyrka en kyrkobyggnad som tillhör Värnamo församling i Växjö stift. Kyrkan ligger i samhället Fryele i Värnamo kommun.

## Kyrkobyggnaden
Kyrkan uppfördes 1788 - 1792 efter ritningar av arkitekt Thure Wennberg och invigdes 1795 av biskop Olof Wallquist. På samma plats fanns en tidigare kyrka uppförd på 1200-talet. Nuvarande stenkyrka består av rektangulärt långhus med tresidigt kor i öster och kyrktorn med huvudingång i väster. Norr om koret finns en tillbyggd sakristia. Långhus och torntak är klädda med svartmålad plåt. Tornets lanternin är klädd med vitmålad plåt.

## Inventarier
- Altartavlan är målad 1795 av hovmålaren Jonas Berggren och har motivet "Jesus i Getsemane".
- Dopfunten i granit är sannolikt från 1200-talets första hälft. Tillhörande dopfat är från 1622.
- Triumfkrucifix och träfigurer är från medeltiden.
- Predikstolen med fyrsidig korg är tillverkad 1796 av Lars Wennerholm.
- En ljuskrona av glas skänktes till kyrkan 1832.
- En straffstock är från 1750.
- I tornet hänger två klockor. Lillklockan är tillverkad 1818 medan storklockan är omgjuten 1742.

### Orgel
- Den nuvarande orgeln är byggd 1853 av August Rosenborg, Vadstena. Orgeln är mekanisk. Den renoverades och omdisponerades 1955 av Frede Aagaard.

| Manual         | Pedal      | Koppel  |
| Gedackt 8’     | Subbas 16’ | Man/Ped |
| Dubbelflöjt 8' | Oktava 8’  |         |
| Kvintadena 8’  | Kvinta 6'  |         |
| Principal 4'   | Oktava 4'  |         |
| Spetsflöjt 4'  | Regal 4'   |         |
| Kvinta 3'      |            |         |
| Oktava 2'      |            |         |
| Ters 1 3/5'    |            |         |
| Mixtur 3 ch    |            |         |

### Webbkällor
- byggnadspresentation
- anläggningspresentation
- Värnamo kyrkliga samfällighet
- Wikimedia Commons har media som rör Fryele kyrka.